# 에센부카
노국공주 에센부카(魯國公主 也速不花, Есүбух гүнж, ? ~ ?)는 몽골 제국과 원나라의 황족으로, 칭기즈 칸의 손녀이며, 툴루이 칸의 딸이다. 원사 공주열표에 이름이 전하며 정확한 생애와 행적은 기록에 전하지 않는다. 몽케 카안, 쿠빌라이 카안의 누이이며, 원나라 건국 후 노국공주(魯國公主)에 봉해졌다.

## 생애
칭기즈 칸의 넷째 아들인 툴루이 칸의 딸로 어머니는 케레이트부 출신 소르칵타니 베키이며, 몽케 카안의 여동생이며, 쿠빌라이 카안, 아리크부카, 훌라구는 그의 오빠 혹은 남동생들이다.
에센부카는 옹기라트부의 안친(斡陳) 노얀에게 출가했는데, 그는 할머니 보르테 우진 카툰의 친정 조카가 된다. 정확한 생애와 행적은 전하지 않는다. 1236년 오고타이 카안은 그에게 제령로(濟寧路) 3만호(中原五户丝户)를 식읍으로 하사했고, 원나라 건국 후 노국공주(魯國公主)에 봉해졌다. 1281년 쿠빌라이 카안은 그에게 정주로(汀州路, 현 틴저우) 4만호의 식읍과 강남교초를 받았다. 안친 노얀과의 사이에서 자녀는 확인되지 않는다. 사망년월일과 사망지는 원사, 원사연의 등에 기록이 없다. 노국대장공주(魯國大長公主)로 개봉된 시점은 알려진 것이 없다.